# Xuxa (álbum de 1993)
Xuxa é o décimo segundo álbum de estúdio da artista musical e apresentadora brasileira Xuxa, lançado em 5 de julho de 1993 pela Som Livre. Produzido por Michael Sullivan, Paulo Massadas e Max Pierre, o álbum é composto exclusivamente por canções que não foram incluídas em lançamentos anteriores, além de faixas apresentadas em especiais do programa Xou da Xuxa.
O álbum foi lançado em um período em que Xuxa estava focada em sua carreira internacional, gravando programas na Argentina e se preparando para sua estreia nos Estados Unidos. Como o programa semanal ainda estava em fase de preparação e sem data de estreia definida, a artista não gravou novas músicas. O disco contém dez faixas inéditas que, apesar de estarem finalizadas, foram excluídas das prensagens anteriores por diversos motivos. Algumas dessas músicas já eram conhecidas do público, pois faziam parte das trilhas sonoras de programas especiais, como "Terra Prometida" e "Direito dos Baixinhos". Outras canções são versões alternativas de faixas gravadas para lançamentos anteriores, mas que não foram incluídas nas versões finais.
Embora algumas músicas tenham sido promovidas no programa Xuxa, que estreou logo após o lançamento do álbum, a repercussão e as vendas foram modestas. A versão em LP incluía um grande pôster acompanhado do encarte.

## Produção
O álbum foi produzido por Michael Sullivan, Paulo Massadas e Max Pierre, com coordenação artística de Marlene Mattos e Xuxa. As gravações ocorreram nos estúdios da Som Livre, Viva Voz, Yahoo, Roupa Nova e Caverna II, sob a direção artística de Max Pierre.

## Canções
As faixas "Corrente do Amor" e "Tô Aí (Só do Ti)" foram inicialmente gravadas para o álbum Xou da Xuxa Seis (1991), mas acabaram sendo descartadas e incluídas neste álbum. As canções "Terra e Coração", "Brincando com o Tempo", "Espelho Meu" e "Maçã do Amor" foram registradas para o álbum Xou da Xuxa Sete (1992) e também foram reaproveitadas. Xuxa utilizou "Terra e Coração" para abrir os shows da turnê Sexto Sentido. "Terra Prometida" foi gravada para o Especial de Natal de 1989, com a participação de Amanda Acosta, enquanto "Menino Deus" é a única faixa inédita, registrada para o Especial de Natal de 1993. "Direitos dos Baixinhos" foi criada para o Especial de Dia das Crianças de 1990, e "Mil Vezes Mil" foi gravada para o milésimo programa do Xou da Xuxa em 1989, sendo também executada no último episódio do programa em 31 de dezembro de 1992.

## Lançamento e recepção
| Críticas profissionais | Críticas profissionais |
| Avaliações da crítica  | Avaliações da crítica  |
| Fonte                  | Avaliação              |
| ---------------------- | ---------------------- |
| O Globo                | Positiva               |

O álbum Xuxa foi lançado em 5 de julho de 1993, período no qual a artista apresentava seus programas internacionais, El Show de Xuxa e Xuxa. A divulgação foi limitada, restrita principalmente ao programa Xuxa, onde a apresentadora anunciava a chegada do disco às lojas. O álbum foi relançado em CD em 1996, 2001, 2006 e 2008; no relançamento de 2008, a faixa "Menino Deus" não foi listada na contracapa, e as faixas bônus do relançamento de 2006 foram omitidas. Em cerca de dois meses, até setembro de 1993, o álbum vendeu 176.830 cópias. Foi bem recebido pelo jornalista Mauro Ferreira, do O Globo, que emitiu uma crítica positiva ao projeto, citando: "Mesmo sem música contagiante, o disco é alegre e conta com a produção eficiente de Sullivan".

## Lista de faixas
Todas as canções produzidas por Michael Sullivan, Paulo Massadas, e Max Pierre.
| Xuxa – Edição em LP e K7 |                                                            |                                                                 |         |  |
| N.º                      | Título                                                     | Compositor(es)                                                  | Duração |  |
| 1.                       | "Corrente do Amor"                                         | César Costa Filho Sérgio Fonseca Marcos Netto Carlinhos Piteira | 4:06    |  |
| 2.                       | "Tô Aí" ("So do Ti")                                       | Ryan Ulyate Michael Sullivan (versão) Paulo Massadas (versão)   | 4:24    |  |
| 3.                       | "Brincando com o Tempo"                                    | Junior Mendes Lincoln Olivetti Angel                            | 3:05    |  |
| 4.                       | "Terra Prometida" (com part. de Amanda do Trem da Alegria) | Massadas Sullivan                                               | 4:59    |  |
| 5.                       | "Menino Deus"                                              | Rubens Alexandre Elita Massadas                                 | 3:45    |  |
| 6.                       | "Direitos dos Baixinhos"                                   | Chico Roque Paulo Sérgio Valle                                  | 3:11    |  |
| 7.                       | "Terra e Coração"                                          | Alvaro Socci Cláudio Matta                                      | 4:00    |  |
| 8.                       | "Maçã do Amor"                                             | Sullivan Massadas                                               | 4:34    |  |
| 9.                       | "Espelho Meu"                                              | Sullivan Massadas                                               | 3:52    |  |
| 10.                      | "Mil Vezes Mil"                                            | Sullivan Massadas                                               | 4:55    |  |
| Duração total:           | Duração total:                                             | Duração total:                                                  | 40:52   |  |

| Xuxa – Faixas bônus na edição em CD |                       |                       |         |  |
| N.º                                 | Título                | Compositor(es)        | Duração |  |
| 11.                                 | "Tindolelê"           | Cid Guerreiro Dito    | 4:04    |  |
| 12.                                 | "Ilariê"              | Guerreiro Dito Ceinha | 5:40    |  |
| 13.                                 | "Hoje É Dia de Folia" | Nando Cordel          | 3:12    |  |
| 14.                                 | "Pinel por Você"      | Guerreiro Dito        | 3:20    |  |
| Duração total:                      | Duração total:        | Duração total:        | 57:01   |  |

## Créditos
- Produzido por: Michael Sullivan, Paulo Massadas e Max Pierre
- Direção Artística: Aramis Barros
- Coordenação Artística: Marlene Mattos e Xuxa Meneghel
- Técnico de Gravação: Jorge 'Gordo' Guimarães, Luiz G. D' Orey, Antonio 'Moog' Canazio, Luiz Paulo, Edu e Jorge 'Garr
- Masterização: Vison Digital
- Ass. de gravação e mixagem: Marcelo Serodio, Julio Carneiro, Mauro Moraes, Ivan, Claudinho, Julio Martins, Everaldo e Sergi
- Gravado nos estúdios: Som Livre, Viva Voz, Caverna e Lincoln Olivetti
- Mixagem: Som Livre - Rio de Janeiro
- Técnicos de Mixagem: Jorge 'Gordo' Guimarães e Luiz G. D' Orey

## Certificações e vendas
| Região                                              | Certificação | Vendas   |
| --------------------------------------------------- | ------------ | -------- |
| Brasil (Pro-Música Brasil)                          | Ouro         | 100,000* |
| *números de vendas baseados somente na certificação |              |          |